# Iota Pictoris
Iota Pictoris (ι Pic, ι Pictoris) é uma estrela binária na constelação de Pictor. Com base em medições de paralaxe, está a aproximadamente 130 anos-luz (40 parsecs) da Terra.
Iota Pictoris A, a estrela mais brilhante do sistema, com uma magnitude aparente de 5,61, é uma estrela de classe F da sequência principal com tipo espectral de F0 V (listado como F0 IV em algumas fontes, o que a torna subgigante) e temperatura efetiva de 7 014 K. A outra estrela, Iota Pictoris B, de magnitude aparente 6,24, também é uma estrela de classe F da sequência principal, porém mais fria, com tipo espectral de F5 V e temperatura efetiva de 6 540 K. As duas estrelas estão separadas por 12,9 segundos de arco na esfera celeste, o que corresponde a uma separação projetada de 496 UA. Variações na velocidade radial sugerem a presença de outras duas estrelas no sistema, o que elevaria o número total de estrelas para quatro.